# 마법사 (캐릭터 클래스)
마법사는 롤플레잉 비디오 게임을 포함한 특정 롤플레잉 게임에서 일종의 마법 캐릭터 클래스이다. 마법사는 강력한 주문을 휘두르는 주문 시전자로 간주되지만 종종 물리적으로 약하다. 마법사는 일반적으로 흑마술사나 강령술사와 같은 유사한 공격적인 주문 시전 클래스와 혼동된다. 그러나 마법사의 힘은 비전에 기반을 두고 있으며 흑마술사나 강령술사의 힘은 어둠이나 죽음에 기반을 두고 있다. 강령술사가 마법사의 하위클래스인 던전 & 드래곤처럼 강령술사가 마법사와 다르다는 것에 몇 가지 예외가 존재한다. 마법사는 주로 다양한 판타지 문학의 마법사를 기반으로 한다. 분류를 설명하는 데 쓰이는 다른 용어로는 마술사, 학자나 마법 사용자가 있다.

## 던전 & 드래곤
던전 & 드래곤 프랜차이즈에는 마법사로 간주될 수 있는 "비전 마법"에 접근할 수 있는 세 가지 기본 캐릭터 클래스가 있다.

### 위저드
위저드는 비전 마법의 "천재 학생"으로 수 년 간 그 주제를 연구했다. 그는 쉽게 마법을 명령할 수 있을 때까지 연습한다. 마법사는 매일 주문을 준비해야 한다. 게임의 초기 판본에서는 '마법사용자'로 불렸다.

### 소서러
소서러는 "천연 재능" 비전술사이며, 일반적으로 드래곤이나 페이 조상을 자신의 마력의 원천이라고 주장한다. 소서러는 제한된 수의 주문을 알고 있지만 매일 주문을 준비할 필요는 없다. 소서러는 비슷한 수준의 위저드보다 하루에 더 많은 주문을 시전할 수 있다.

### 워록
워록은 "어두워진 영혼" 비전술사로서 강력한 생물과 "계약"을 맺어 타고난 마법의 선물을 활용하고 주문과 같은 재주와 능력을 수행한다. 그들은 전통적인 의미의 진정한 주문의 사용자가 아니기 때문에 갑옷을 입은 상태에서 기원을 쓸 수 있다.

### 기타
대마법사나 신비 기적자와 같은 마법사 개념과 관련된 다른 많은 명예 클래스가 있다.

## 같이 보기
- 마법사 (판타지)
- 마법사 (동음이의)